# Лисівка (річка)
Лисівка — річка в Україні у Самбірському районі Львівської області. Ліва притока річки Борсукі (басейн Дністра).

## Опис
Довжина річки 5,5 км, найкоротша відстань між витоком і гирлом — 4,28  км, коефіцієнт звивистості річки — 1,29 . Формується багатьма струмками.

## Розташування
Бере початок на північно-західній стороні від села Волошиново. Тече переважно на північний захід через село Росохи і у селі Терло впадає у річку Борсукі, праву притоку річки Стривігор.

## Цікаві факти
- На річці існує газова свердловина[4].